# التمييز الإقليمي في الصين
إن التمييز الإقليمي في الصين أو الإقليمية هو تحيز صريح ضد الأشخاص على أساس أماكنهم الأصلية أو العرقية أو اللغوية أو اللهجة أو مناطقهم الإقليمية الحالية. إن حجم الصين الهائل وسكانها يجعل الكثير من الفهم الديموغرافي مرتبطًا بالمحلية، وغالبًا ما يكون هناك القليل من حركة الحياة خارج مقاطعة ولادة المواطن. تاريخياً، كانت الهجرة الداخلية تخضع لسيطرة محكمة، وهناك العديد من العوائق التي تحول دون حرية الحركة اليوم. يمكن أن يتوقف علاج الأقليات العرقية والمجموعات الإقليمية للصين الهان على افتراضات تفضيلية قائمة على أماكن التنشئة، وغالبًا ما تكون أكثر وضوحًا تجاه أولئك الذين يولدون خارج المناطق الحضرية.
عندما يستقر المهاجرون الصينيون في منطقة جديدة، يمكن للسكان المحليين تطوير المواقف الاجتماعية والأحكام المسبقة بناءً على مكان ميلاد الوافد الجديد. إذا انتقل عدد كبير من السكان الجدد من منطقة معينة، يمكن أن تظهر الإقليمية كتحيز دون عرقي وتثير التوتر الاجتماعي.
في الوقت الحالي، يُعرّف الحزب الشيوعي الصيني الإقليمية بأنها عمل سلبي أو مواقف سلبية ضد الأخرين بناءً على مقاطعتهم. تعترف الدولة الصينية بهذا على أنه تحامل ضار لكنه منتشر.
التمييز الإقليمي يمكن أن يكون هناك أيضًا تمييز ضد شخص أو مجموعة من الأشخاص الذين يتحدثون لهجة لغوية معينة.
إن سجل hukou للأسر هو نظام تم انتقاده باعتباره ترسيخًا للطبقات الاجتماعية، خاصة بين حالة الإقامة الريفية والحضرية، ويعتبره البعض شكلاً من أشكال النظام الطبقي.

## التاريخ
كانت الإقليمية لفترة طويلة جزءًا من المجتمع في الصين. بشكل عام، يُعتقد أن جنوب الصين أكثر إقليمية من شمال الصين. كان شعب الهاكا، على الرغم من اعتبارهم من الصينيين الهان، مكروهاً من قبل الكانتونيين. ويعتقد أن هذا أدى إلى صراعات مختلفة مثل حروب هاكا - بونتي الدموية.

## في البر الرئيسي للصين

### في التوظيف
في الأيام الأولى للصين، تم تقديم طلب الموظف المدني بشكل رئيسي إلى Hukou المحلي (تسجيل الأسرة). عادة ما يظهر تسجيل الإقامة على وثائق الهوية الشخصية وقد دفع العديد من أصحاب العمل والحكومات المحلية إلى التمييز على أساس الإقامة الدائمة للمتقدمين. على سبيل المثال، كانت لدى حكومة بكين سياسة توظيف تقيد غير المقيمين في المدينة بالعمل في 12 نوعًا فقط من 204 وظائف.

### ضد مناطق محددة
نتيجة للتنمية الاقتصادية غير المتوازنة، عادة ما يتبع التمييز غير العادل القوالب النمطية الإقليمية المحددة التي يحتفظ بها المجتمع.

#### خنان
يعاني العديد من المزارعين الريفيين والعمال المهاجرين من خنان من عواقب مسيئة من نظام الدولة المتميز وتصوير وسائل الإعلام. تشمل أسباب التمييز وجود أكبر عدد من المزارعين في الصين، والعدد الضخم من العمال الريفيين الذين يهاجرون إلى المدن، والهجرة المستمرة للاجئين والضحايا من الكوارث الطبيعية والمآسي السياسية في القرن العشرين.

#### خوبي
خلال جائحة الفيروس التاجي 2019-2020، رفض العديد من الصينيين قبول سكان خوبي أو الأشخاص القادمين من خوبي من المطاعم وأماكن الإقامة.

#### بكين
ولأن سكان بكين يتمتعون بالامتيازات التي تدعمها السلطات المركزية، فإن دعاة مناهضة التمييز يعتبرونها مستفيدين. لذلك، فإنهم يعانون من الأعمال العدائية وازدراء الناس من مناطق أخرى في الصين. كما أن سكان بكين الأكثر تماسكًا وترابطًا سياسيًا ينظرون إلى المهاجرين ويميزون ضدهم.

#### شنغهاي
نظرًا لأن المهاجرين، ومعظمهم من جنوب غرب الصين أو وسطها (خنان وجنوب غرب شانشي)، يتدفقون بشكل متزايد إلى شنغهاي، غالبًا ما يُلامون على تزايد الجريمة والبطالة. غالبًا ما تنجذبهم مدينة هوكو في شنغهاي لراحتها وفوائدها الاجتماعية. وبالتالي، فإن سكان شنغهاي أحيانًا يحتقرون أيضًا ويميزون ضدهم من قبل سكان المناطق الريفية. 

#### قوانغدونغ
الناس من الأماكن في الصين خارج قوانغدونغ الذين لا يتكلمون بلهجات محلية مثل الكانتونية، Teochew، أو هاكا، وتسمى "北佬" أو "北姑" (حرفيا، «الرجال الشماليون» أو «الفتيات الشماليات»). على وجه الخصوص، في أوائل الثمانينيات من القرن الماضي، تجنب سكان قوانغدونغ منذ فترة طويلة العمال المهاجرين الذين قاموا بتصويرهم النمطي على أنهم يستحمون أقل من السكان المحليين، وليس على استعداد لتعلم الكانتونية. كما أدى الصراع بين هونج كونج والبر الرئيسي للصين إلى اشتعال الإقليمية، حيث تشترك هونج كونج خدودها مع جوانجدونج.
تسبب قمع اللغة الكانتونية بالإضافة إلى الهجرة الجماعية للأشخاص الناطقين بغير الكانتونية إلى المنطقة، (حوالي نصف سكان قوانغتشو فقط من السكان الأصليين الكانتونيين، في الآونة الأخيرة) تسبب في بعض المتحمسين الكانتونيين لاتهام السلطات المحلية بالرغبة لارتكاب «إبادة ثقافية» للغة الكانتونية.
إلى جانب ذلك، هناك أيضًا قوانين تمييزية تتطلب من المقاطعات الجنوبية بشكل عام دفع غرامات بمعدلات أعلى (فيما يتعلق بمستويات الدخل المحلي) لمخالفتها سياسات تنظيم الأسرة في الصين، مقارنة بنظيراتها الشمالية.